# Hubert Tenbrink
Hubert Tenbrink (* 31. Juli 1950) ist ein ehemaliger deutscher Fußballspieler.
Zur Runde 1972/73 war Tenbrink als Neuzugang von SuS Stadtlohn zur Elf vom Stimbergstadion gekommen. Für die SpVgg Erkenschwick war der Mittelfeldspieler von 1972 bis 1974 in der damals zweitklassigen Fußball-Regionalliga West aktiv, wo er es auf 50 Spiele und elf Tore brachte. Mit Erkenschwick schaffte er 1974 die Qualifikation zur neu eingeführten 2. Bundesliga Nord. Von 1974 bis 1976 machte er für Erkenschwick 62 Spiele und erzielte dabei 14 Tore. In der Saison 1976/77 kamen bei Bayer 04 Leverkusen unter Trainer Willibert Kremer und an der Seite der Mitspieler Fred-Werner Bockholt, Jürgen Gelsdorf und Dieter Herzog 16 Spiele mit zwei Toren hinzu. Beim 1. FC Bocholt absolvierte Tenbrink in der Runde 1977/78 seine letzten 17 Zweitligaspiele unter Trainer Friedel Elting. Insgesamt wird er von 1974 bis 1978 mit 95 Spielen in der 2. Bundesliga und 16 erzielten Toren geführt.